# Palaeosia bicosta
Genre
Espèce
Synonymes
- Lithosia bicosta Walker, 1854
- Lithosia fraterna Butler, 1877

Palaeosia bicosta est une espèce de lépidoptères (papillons) de la famille des Erebidae et de la sous-famille des Arctiinae. Elle est la seule espèce du genre monotypique Palaeosia.
On la trouve dans le Sud-Est de l'Australie.
L'imago a une envergure allant jusqu'à 3 cm.

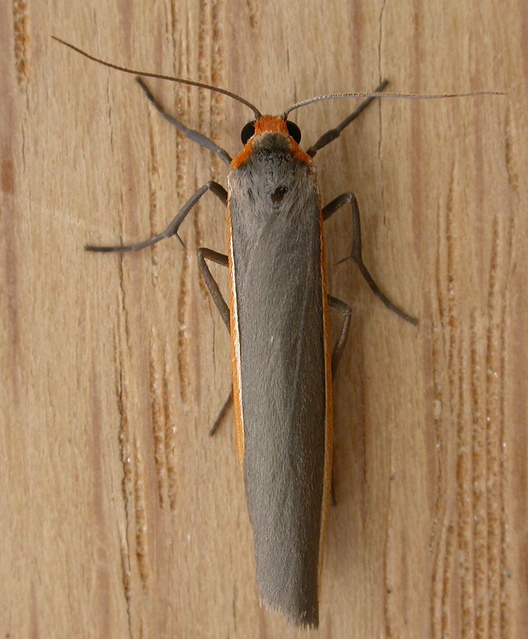
Imago en vue de dessus.

La chenille se nourrit de lichens.